# Morne Boudoute
Morne Boudoute är ett berg i Guadeloupe (Frankrike). Det ligger i den södra delen av Guadeloupe, 10 km öster om huvudstaden Basse-Terre. Toppen på Morne Boudoute är 663 meter över havet. Morne Boudoute ingår i Les Mamelles.
Terrängen runt Morne Boudoute är lite bergig. Havet är nära Morne Boudoute åt sydost.  Närmaste större samhälle är Trois-Rivières, 4,7 km söder om Morne Boudoute. 